# Sarah Ann (Virginia Occidental)
Sarah Ann es un lugar designado por el censo ubicado en el condado de Logan en el estado estadounidense de Virginia Occidental. En el Censo de 2010 tenía una población de 345 habitantes y una densidad poblacional de 72,91 personas por km².

## Geografía
Sarah Ann se encuentra ubicado en las coordenadas 37°42′31″N 81°59′17″O / 37.70861, -81.98806. Según la Oficina del Censo de los Estados Unidos, Sarah Ann tiene una superficie total de 4.73 km², de la cual 4.73 km² corresponden a tierra firme y (0%) 0 km² es agua.

## Demografía
Según el censo de 2010, había 345 personas residiendo en Sarah Ann. La densidad de población era de 72,91 hab./km². De los 345 habitantes, Sarah Ann estaba compuesto por el 96.23% blancos, el 2.61% eran afroamericanos, el 0% eran amerindios, el 0% eran asiáticos, el 0% eran isleños del Pacífico, el 0% eran de otras razas y el 1.16% pertenecían a dos o más razas. Del total de la población el 0% eran hispanos o latinos de cualquier raza.